# 扁葉石灰蘚
扁葉石灰蘚（学名：Hydrogonium anceps）为叢蘚科石灰蘚屬下的一个种。